# Annual Review of Physiology
Annual Review of Physiology is een internationaal, aan collegiale toetsing onderworpen wetenschappelijk tijdschrift op het gebied van de fysiologie. De naam wordt in literatuurverwijzingen meestal afgekort tot Annu. Rev. Physiol. Het wordt uitgegeven door Annual Reviews namens de American Physiological Society en verschijnt jaarlijks.